# Cantó de Carignan
El cantó de Carignan és un cantó francès del departament de les Ardenes, situat al districte de Sedan. Té 26 municipis i el cap és Carignan.

## Municipis
- Auflance
- Bièvres
- Blagny
- Carignan
- Les Deux-Villes
- La Ferté-sur-Chiers
- Fromy
- Herbeuval
- Linay
- Malandry
- Margny
- Margut
- Matton-et-Clémency
- Messincourt
- Mogues
- Moiry
- Osnes
- Puilly-et-Charbeaux
- Pure
- Sachy
- Sailly
- Sapogne-sur-Marche
- Signy-Montlibert
- Tremblois-lès-Carignan
- Villy
- Williers

## Història
| Data d'elecció                           | Identitat         | Partit           | Qualitat |
| ---------------------------------------- | ----------------- | ---------------- | -------- |
| 1945-1970                                | Georges Rennesson | SFIO             |          |
| 1970-1976                                | Henri Vin         | RI               |          |
| 1976-1982                                | Gaston Munaut     | PS               |          |
| 1982-2008                                | Michel Marchet    | RPR, després UMP |          |
| 2008-                                    | Joseph Pluta      | Divers droite    |          |
| les dades anteriors no són pas conegudes |                   |                  |          |
|                                          |                   |                  |          |

## Demografia
| A partir de 1990: Població sense dobles comptes |